# Dinastia Jin (265-420)
Dinastia Jin (Chineza tradițională:晋朝;pinyin:Jin Cháo) a fost o dinastie care a condus China între anii 265 și 420. În timpul Imperiului Jin artele au evoluat mult mai ales arta de prelucrare a ceramicii și a jadului.